# Anne de Pisseleu d’Heilly

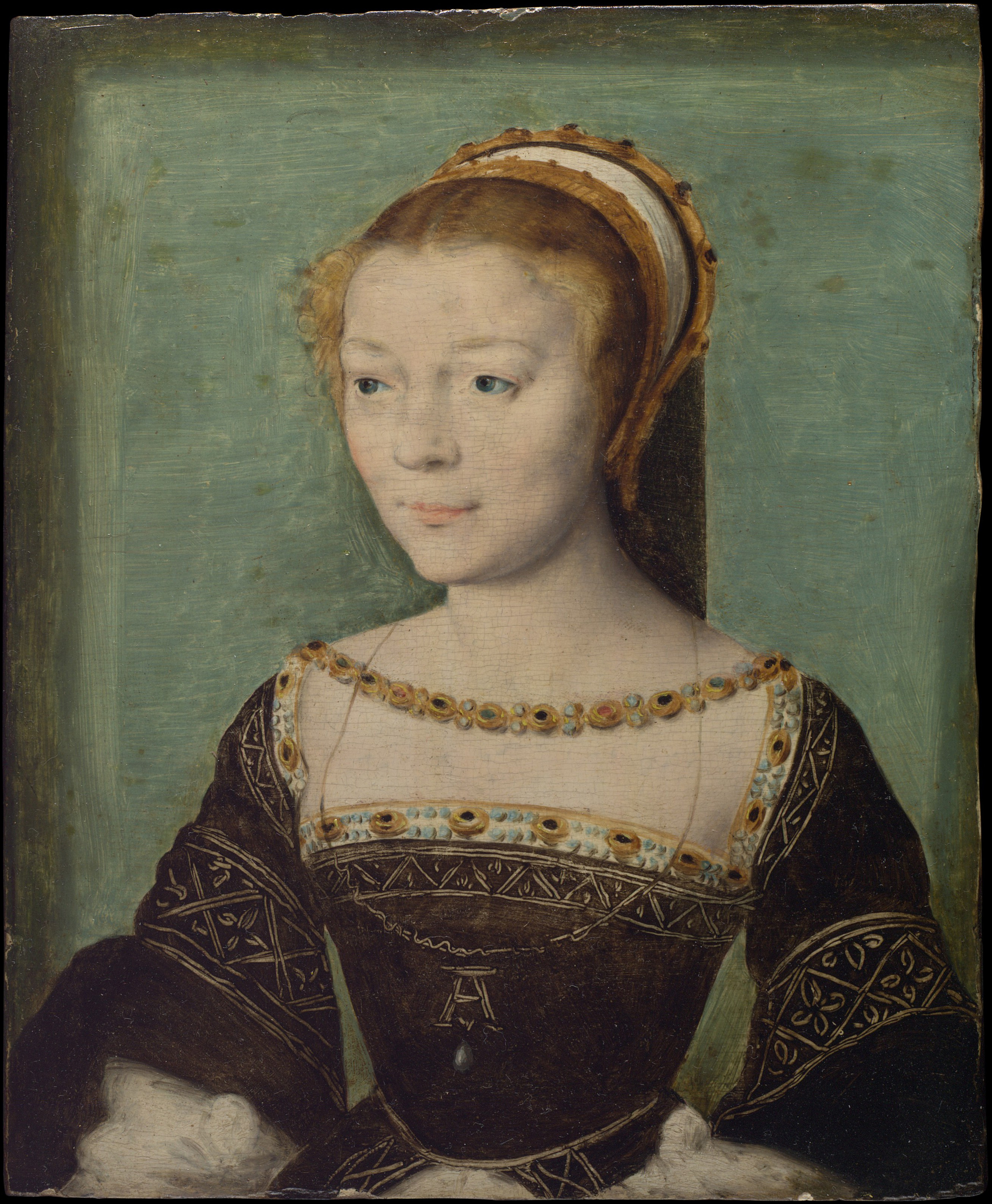
Anne de Pisseleu

Anne de Pisseleu d’Heilly, duchesse d’Étampes (* wohl 1508; † September 1580) war eine Mätresse des französischen Königs Franz I.

## Leben
Anne de Pisseleu d’Heilly war die Tochter Guillaumes de Pisseleu, eines Ritters aus der Picardie. Sie kam vor 1522 als eine der Hofdamen der Königinmutter Luise von Savoyen an den französischen Hof. Wahrscheinlich nach seiner Rückkehr aus der Gefangenschaft in Madrid 1526 machte Franz I. sie zu seiner Mätresse. Sie löste in dieser Position Françoise de Foix ab, welche sie des Hofes verwies.
Anne war schön, geistreich, gebildet und erfolgreich im Erhalt der Gunst des Königs. 1536 heiratete sie auf Vermittlung des Königs Jean IV. de Brosse und erhielt das Herzogtum Étampes. Der Einfluss der Herzogin auf den König, besonders in den letzten Jahren seiner Herrschaft, war beachtlich. Sie schützte Admiral Philippe de Chabot gegen Anne de Montmorency, der von ihrer Rivalin Diane de Poitiers, der Mätresse des Thronfolgers, unterstützt wurde. Sie war offen für neue Einflüsse und Ideen und kooperierte mit der Schwester des Königs, Marguerite d’Angoulême. Sie nutzte ihren Einfluss zum Aufstieg und zur Bereicherung ihrer Familie. Ihr Onkel Antoine Sanguin de Meudon († 1559) wurde 1535 Bischof von Orléans und 1539 zum Kardinal ernannt.
Nach dem Tod des Königs wurde sie von Diane de Poitiers gedemütigt und des Hofes verwiesen. Sie starb, in Vergessenheit geraten, 1580 während der Regierungszeit Heinrichs III.